# リライアンス・インダストリーズ
リライアンス・インダストリーズ（英語：Reliance Industries Limited、略称：RIL ヒンディー語：रिलायन्स इण्डस्ट्रीज）は、インドのマハーラーシュトラ州ムンバイに本社を置く、石油化学を中心に、石油・ガス開発、小売、インフラ、バイオテクノロジーなどの事業を手がけるインド最大のコングロマリット。筆頭株主はインド一の富豪であるムケシュ・アンバニ。

## 概要
インド民間部門では最大規模を誇り、リライアンス財閥の中核事業体である。主要事業は石油探索・生産・精製、ポリエステル、アクリル、ポリマー、プラスチック、化学繊維原料、洗剤原料の製造に従事している。1980年代までは繊維業専業であったが、国内の経済成長に合わせて石油化学分野に進出している。インド西部を中心に同国最大級の原油処理規模を有する。

## グループ分割
創業者であるディルバイ・アンバニの死後、長男ムケシュ・アンバニと次男アニル・アンバニが経営権を巡って対立し、母親の仲介によりグループを2分割した。ムケシュはグループの中核企業であったリライアンス・インダストリーズを、アニルは金融、通信、電力、インフラ、メディアなどの事業を引き継ぎ、リライアンス・ADA・グループを設立した。しかし、グループ分割後もアニルによる南アフリカの通信企業MTNへの買収提案や、天然ガス田の権益などを巡って対立を繰り返している。